# Élections législatives de 1962 dans les Ardennes
Les élections législatives françaises de 1962 se déroulent les 18 et 25 novembre 1962. Dans le département des Ardennes, trois députés sont à élire dans le cadre de trois circonscriptions.

## Élus
| Circonscription | Député sortant | Parti | Parti | Député élu ou réélu | Parti | Parti   |
| --------------- | -------------- | ----- | ----- | ------------------- | ----- | ------- |
| 1re             | Michel Colinet |       | CNIP  | Lucien Meunier      |       | UNR-UDT |
| 2e              | Maurice Blin   |       | MRP   | Jean Le Gall        |       | UNR-UDT |
| 3e              | Roger Noiret   |       | UNR   | Roger Noiret        |       | UNR-UDT |

## Résultats

### Résultats à l'échelle du département
| Parti          | Parti                                          | Premier tour | Premier tour | Second tour | Second tour | Sièges |
| Parti          | Parti                                          | Voix         | %            | Voix        | %           | Sièges |
| -------------- | ---------------------------------------------- | ------------ | ------------ | ----------- | ----------- | ------ |
|                | Union pour la nouvelle République (UDT)        | 37 854       | 33,48        | 56 621      | 45,96       | 3      |
|                | Divers droite (gaulliste)                      | 4 631        | 4,10         | Retrait     | Retrait     | 0      |
|                | Majorité présidentielle                        | 42 485       | 37,58        | 56 621      | 45,96       | 3      |
|                |                                                |              |              |             |             |        |
|                | Mouvement républicain populaire                | 14 334       | 12,68        | 8 921       | 7,24        | 0      |
|                | Centre national des indépendants et paysans    | 10 596       | 9,37         | 8 685       | 7,05        | 0      |
|                | Centre démocratique                            | 24 930       | 22,05        | 17 606      | 14,29       | 0      |
|                |                                                |              |              |             |             |        |
|                | Parti communiste français                      | 23 963       | 21,20        | 29 793      | 24,19       | 0      |
|                | Parti socialiste unifié                        | 12 889       | 11,40        | 19 166      | 15,56       | 0      |
|                | Section française de l'Internationale ouvrière | 8 787        | 7,77         | Retrait     | Retrait     | 0      |
|                |                                                |              |              |             |             |        |
| Inscrits       | Inscrits                                       | 166 142      | 100,00       | 166 115     | 100,00      | 3      |
| Abstentions    | Abstentions                                    | 49 881       | 30,02        | 39 810      | 23,97       |        |
| Votants        | Votants                                        | 116 261      | 69,98        | 126 305     | 76,03       |        |
| Blancs et nuls | Blancs et nuls                                 | 3 207        | 2,76         | 3 119       | 2,47        |        |
| Exprimés       | Exprimés                                       | 113 054      | 97,24        | 123 186     | 97,53       |        |

### Résultats par circonscription

#### Première circonscription (Mézières - Rethel)
| Candidat       | Candidat               | Parti          | Premier tour | Premier tour | Second tour | Second tour |  |
| Candidat       | Candidat               | Parti          | Voix         | %            | Voix        | %           |  |
| -------------- | ---------------------- | -------------- | ------------ | ------------ | ----------- | ----------- |  |
|                | Lucien Meunier élu     | UNR-UDT        | 11 885       | 33,1         | 17 640      | 44,35       |  |
|                | Roger Villemaux        | PCF            | 8 969        | 24,98        | 13 453      | 33,82       |  |
|                | Michel Colinet sortant | CNIP           | 7 139        | 19,88        | 8 685       | 21,83       |  |
|                | André Rouche           | SFIO           | 4 075        | 11,35        | Retrait     | Retrait     |  |
|                | Lucien Pierquin        | MRP            | 3 841        | 10,7         | Retrait     | Retrait     |  |
|                |                        |                |              |              |             |             |  |
| Inscrits       | Inscrits               | Inscrits       | 54 303       | 100,00       | 54 283      | 100,00      |  |
| Abstentions    | Abstentions            | Abstentions    | 17 176       | 31,63        | 13 459      | 24,79       |  |
| Votants        | Votants                | Votants        | 37 127       | 68,37        | 40 824      | 75,21       |  |
| Blancs et nuls | Blancs et nuls         | Blancs et nuls | 1 218        | 3,28         | 1 046       | 2,56        |  |
| Exprimés       | Exprimés               | Exprimés       | 35 909       | 96,72        | 39 778      | 97,44       |  |

#### Deuxième circonscription (Charleville - Givet)
| Candidat       | Candidat             | Parti          | Premier tour | Premier tour | Second tour | Second tour |  |
| Candidat       | Candidat             | Parti          | Voix         | %            | Voix        | %           |  |
| -------------- | -------------------- | -------------- | ------------ | ------------ | ----------- | ----------- |  |
|                | Jean Le Gall élu     | UNR-UDT        | 14 679       | 35,78        | 19 420      | 43,46       |  |
|                | René Maréchal        | PCF            | 9 495        | 23,15        | 16 340      | 36,57       |  |
|                | Maurice Blin sortant | MRP            | 7 075        | 17,25        | 8 921       | 19,97       |  |
|                | Andrée Viénot        | PSU            | 5 279        | 12,87        | Retrait     | Retrait     |  |
|                | Jean Delautre        | SFIO           | 3 007        | 7,33         | Retrait     | Retrait     |  |
|                | Émile Nivelet        | CNIP           | 1 486        | 3,62         |             |             |  |
|                |                      |                |              |              |             |             |  |
| Inscrits       | Inscrits             | Inscrits       | 59 624       | 100,00       | 59 620      | 100,00      |  |
| Abstentions    | Abstentions          | Abstentions    | 17 624       | 29,56        | 14 131      | 23,7        |  |
| Votants        | Votants              | Votants        | 42 000       | 70,44        | 45 489      | 76,3        |  |
| Blancs et nuls | Blancs et nuls       | Blancs et nuls | 979          | 2,33         | 808         | 1,78        |  |
| Exprimés       | Exprimés             | Exprimés       | 41 021       | 97,67        | 44 681      | 98,22       |  |

#### Troisième circonscription (Sedan - Vouziers)
| Candidat       | Candidat                   | Parti                     | Premier tour | Premier tour | Second tour | Second tour |  |
| Candidat       | Candidat                   | Parti                     | Voix         | %            | Voix        | %           |  |
| -------------- | -------------------------- | ------------------------- | ------------ | ------------ | ----------- | ----------- |  |
|                | Roger Noiret sortant réélu | UNR-UDT                   | 11 290       | 31,25        | 19 561      | 50,51       |  |
|                | Guy Desson                 | PSU                       | 7 610        | 21,07        | 19 166      | 49,49       |  |
|                | Guy du Souich              | PCF                       | 5 499        | 15,22        | Retrait     | Retrait     |  |
|                | Guy Leccia                 | Divers droite (Gaulliste) | 4 631        | 12,82        | Retrait     | Retrait     |  |
|                | René Penoy                 | MRP                       | 3 418        | 9,46         | Retrait     | Retrait     |  |
|                | Henri Rongère              | CNIP                      | 1 971        | 5,46         | Retrait     | Retrait     |  |
|                | Louis Reitz                | SFIO                      | 1 705        | 4,72         |             |             |  |
|                |                            |                           |              |              |             |             |  |
| Inscrits       | Inscrits                   | Inscrits                  | 52 215       | 100,00       | 52 212      | 100,00      |  |
| Abstentions    | Abstentions                | Abstentions               | 15 081       | 28,88        | 12 220      | 23,4        |  |
| Votants        | Votants                    | Votants                   | 37 134       | 71,12        | 39 992      | 76,6        |  |
| Blancs et nuls | Blancs et nuls             | Blancs et nuls            | 1 010        | 2,72         | 1 265       | 3,16        |  |
| Exprimés       | Exprimés                   | Exprimés                  | 36 124       | 97,28        | 38 727      | 96,84       |  |